# 1992年アルベールビルオリンピックのルクセンブルク選手団
1992年アルベールビルオリンピックのルクセンブルク選手団（1992ねんアルベールビルオリンピックのルクセンブルクせんしゅだん）は、1992年2月8日から2月23日までフランスのサヴォワ県アルベールヴィルで開催された1992年アルベールビルオリンピックのルクセンブルク選手団、およびその競技結果。

## 概要
今大会は銀メダル2個を獲得した。
ルクセンブルク選手団は、1928年サンモリッツオリンピックに初参加してから参加と不参加を繰り返し、冬季オリンピック4度目の出場となった今大会のアルペンスキーで、マーク・ジラルデリが男子スーパー大回転と男子大回転で銀メダル2個を獲得し、ルクセンブルクに冬季オリンピック初のメダルをもたらした。

## メダル
| メダル | 選手名             | 競技           | 種目               |
| ------ | ------------------ | -------------- | ------------------ |
| 銀     | マーク・ジラルデリ | アルペンスキー | 男子スーパー大回転 |
| 銀     | マーク・ジラルデリ | アルペンスキー | 男子大回転         |